# ピローマン
『ピローマン』（英語: The Pillowman）はアイルランド系イギリス人の劇作家マーティン・マクドナーによる2003年の戯曲である。本格的な初演は2003年にロンドンのナショナル・シアターで行われたが、その前にロンドンのフィンバラ・シアターで1995年に初期の版のリーディング公演が行われたことがある。警察国家で暮らす作家カトゥリアンの物語であり、カトゥリアンは自作の陰惨な短編と、その内容が街で何度も発生している奇妙な子供の殺害事件に似ていることについて尋問を受ける。初演の際、2004年のローレンス・オリヴィエ賞最優秀戯曲賞、2004-2005年のニューヨーク演劇批評家協会賞最優秀海外戯曲賞、トニー賞2部門を受賞し、2004年のイヴニング・スタンダード演劇賞最優秀戯曲賞にもノミネートされた。

## 登場人物
カトゥリアン
よく子供が登場する陰惨な短編を書く作家。子供の頃に兄が虐待される音を聞いた結果、暗い想像力を抱えるようになった。結局、両親を殺して兄の面倒をみることになった。逮捕にショックを受けている。
ミハイル
カトゥリアンの兄で、長年両親による虐待を受けたため知的障害がある。カトゥリアンと同様、投獄されている。
トゥポルスキ
警察の上役で、尋問で「良い警官」をつとめる。冷静で思いやりがなく、助けようとしている人々からも距離をとろうとしている。これに若いパートナーのアリエルは衝撃を受けている。
アリエル
残虐で暴力的な刑事で、自身が過去に虐待を受けていたため、子供に対して犯罪を犯す者には誰にでも復讐をしようとする。最後には、トゥポルスキよりもカトゥリアンとその物語に同情的になる。
小さな役として、両親/養親、小さなキリスト（少女）、少年が登場する。

## あらすじ
短編作家のカトゥリアンはアリエルとトゥポルスキという2人の刑事に逮捕されるが、それは作品が子供に対する暴力をしばしば描いており、中には最近発生している子供の殺害事件に似た内容のものもあったらからであった。兄のミハイルが殺人を認め、カトゥリアンの関与を示唆したときいた時、カトゥリアンは罪を認めて処刑に同意し、自分が書いた物語が破壊されることを防ごうとする。
戯曲にはカトゥリアンが書いた物語が語られたり、上演されたりする場面がある。中には自伝的な「作家とその兄弟」の物語もあり、両親にミハイルが拷問される音を聞いたせいでカトゥリアンが暗い想像力を育むことになった様子を語っている。

### 第1幕

#### 第1場
アリエルとトゥポルスキが警察の一室でカトゥリアンを尋問している。最初、カトゥリアンはなぜ尋問を受けているのかわからず、自作の物語に全体主義的独裁政治に反対する政治的メッセージが含まれている疑いによるものだと考えている。刑事たちとカトゥリアンは子供が出てくる気味悪い物語について議論する。アリエルは部屋を出て、そのすぐ後ミハイルが隣の部屋で叫ぶのが聞こえる。アリエルは戻ってくるが、手は見たところミハイルを拷問した血にまみれている。アリエルは、ミハイルがカトゥリアンと共謀して子供を三人殺したと認めたところだとカトゥリアンに告げる。最初の2人の子供は「リンゴの小人たち」と「川のある町の物語」の話の展開に沿って殺されていた。カトゥリアンは容疑を否定し、自分の物語は陰惨だが、話をするのは物語作家の仕事だと述べる。

#### 第2場
カトゥリアンは愛情深い両親にものを書くことを奨励されながら育てられ、長年とても幸せな物語を書いていた。しかしながら夜になると、カトゥリアンは隣の部屋から聞こえてくる拷問の音を耳にするようになり、結果として暗い話を書くようになった。ある夜、ドアの下にメモが入れられており、その内容は、カトゥリアンを立派な作家にするための芸術的実験の一部として、カトゥリアンのきょうだいが7年間も毎晩拷問されていると言うものだった。カトゥリアンがドアをこじあけると、両親がいるだけで、子供を拷問しているように見せかける細工をしていた。しかしながら、カトゥリアンが何年か後に戻ってくると、マットレスの下にきょうだいの死体が隠されているのが見つかる。その手にはカトゥリアンのものよりも良くできた美しい物語の草稿が握られており、カトゥリアンはそれを燃やしてしまう。ここでカトゥリアンが話に介入し、この結末は話を書いた時にでっちあげたものだという。実際はドアをこじあけた時、カトゥリアンはまだ生きているミハイルを見つけた。カトゥリアンはその夜、兄が虐待を受けたことへの復讐として、枕（ピロー）で両親を窒息させた。

### 第2幕

#### 第1場
カトゥリアンとミハイルは独房に一緒にいて、カトゥリアンは今まで拷問されていた。ミハイルは自分は拷問されておらず、アリエルに完全に協力していて、頼まれて叫んでいただけだと明かす。ミハイルに頼まれ、カトゥリアンは「ピローマン」のお話をしてやる。この話は枕でできた男が、ひどい未来から逃れられるよう子供たちに自殺を促すという物語である。ミハイルは自分が子供たちを殺したと認め、カトゥリアンがお話をしてくれることで自分にそうしろと言ったのだと主張する。ミハイルはカトゥリアンの最も暴力的な作品のひとつである「小さなキリスト」の物語を聞いた後に三人目の子供を殺したと言う。ミハイルはカトゥリアンに、「作家とその兄弟」の書かれたバージョンを読んだと言い、自分たちの実人生と話が変わっていることに憤り、カトゥリアンが2人の兄弟のためにハッピーエンドを書いてくれればよかったのにと言う。カトゥリアンは「小さな緑のブタ」の話をしてやってミハイルを寝つかせ、それから処刑の苦しみを逃れさせようとミハイルを窒息させる。カトゥリアンは刑事たちを呼び、自分の書いた物語を保存してもらうという条件のもとで罪を認めるつもりだと伝える。 
第2場
カトゥリアンは他の2人に、三件目の殺人を引き起こしたと考えられる「小さなキリスト」の話を教える。ある幼い少女は、自らがキリストの再臨だと信じており、両親がうろたえ、他の人々が苛立つくらい懸命に、世間的に好ましくないとされている人々を祝福している。両親がひどい事故で亡くなり、少女は虐待的な養親のもとに送られる。少女の意志をうるさく思った養親は少女を十字架にかけ、三日以内に復活できるよう生き埋めにするが、復活はできなかった。 

### 第3幕

#### 第1場
カトゥリアンは尋問室でアリエルとトゥポルスキと一緒に、ミハイルと両親の殺人と三件の子供殺しを説明する告白を書いている。アリエルはカトゥリアンの拷問の準備をしながら子供殺しに対する憎悪を示す。カトゥリアンは、アリエルの憎悪はつらい子供時代のせいだろうと推測し、トゥポルスキはアリエルが父親に強姦されて後に相手を殺したと言う。トゥポルスキは質問をするため、アリエルがカトゥリアンを拷問しようとするのを止める。カトゥリアンは三人目の子供が埋められた時にまだ生きていたかどうか答えられず、刑事たちはまだ子供が生きているかもしれないと思うようになる。アリエルが少女を見つけるため急いで出て行き、その間トゥポルスキはカトゥリアンに自作の話を披露する。この話は耳の聞こえない少年が、塔にいる中国の賢人の努力のおかげで列車に轢かれるのを免れるという内容である。トゥポルスキは、個人的にかかわることはなく無垢な子供たちを守るという点でこの賢人と自らを同一視している。アリエルが、生きている状態で見つかった少女と戻ってくる。ミハイルは「小さなキリスト」の話ではなく、穏やかな物語「小さな緑のブタ」のようにこの少女を扱っていた。刑事たちはカトゥリアンに質問をし、実際はかかわっていないので子供殺しの詳細を全く知らないことがわかってしまう。刑事たちはミハイルと両親を殺したかどでカトゥリアンを処刑する。アリエルがカトゥリアンの書類に火をつけようとしたところで、カトゥリアンは立って、ミハイルが幼い時にピローマンがやって来た話を自分にするため最後の瞬間を使わせてほしいと言う。ミハイルは自殺を選ばず、カトゥリアンがお話を書けるように何年も拷問される。この話はアリエルが物語を燃やすところで終わるが、カトゥリアンは終わる前に撃たれてしまう。アリエルは話をとっておくと決める。

### カトゥリアンのお話
第1幕第1場で「リンゴの小人たち」、「三つのさらし台のある十字路」、「川のある町の物語」（「ハーメルンの笛吹き男」の前日譚である）が、第1幕第2場で登場人物の自伝的な物語である「作家とその兄弟」が、第2幕第1場で芝居じたいのタイトルと同じ「ピローマン」と「小さな緑のブタ」が、第2幕第2場で「小さなキリスト」が語られる。第2幕第1場で、ミハイルが「シェイクスピアの部屋」（シェイクスピア別人説を主題とする）と「地下室の顔」という話の存在にも言及しているが、物語じたいは語られていない。

## 背景
『ピローマン』は、マクドナーが作家としてのキャリア初期に「椅子と狼少年」「ちびとおかしな蛙」「ヴァイオリンと酔っ払った天使」などのタイトルのおとぎ話を書いていた経験に部分的に基づくものである。1998年にBOMB誌でアイルランドの劇評家フィンタン・オトゥールと対談した際、マクドナーはグリム兄弟の「赤ずきん」を語り直し、オオカミが腹に石を詰め込まれて縫われてしまい、結果的に死に至るということに言及し、「できるならそれくらい怖いものを書きたいと思いました」と述べている。マクドナーは子供時代の記憶にあるおとぎ話を書き直そうと試みて、「はっきりとはしていませんが、なにか暗いところがある」のに気付いたという。
この戯曲は1991年にインドの映画作家ラダ・バラドワジが監督し、マデリーン・ストウとアラン・リックマンが主演したインディペンデント映画『クローゼット・ランド』からヒントを得ていると言われている。
本作は「東欧らしきある国」が舞台であり、マクドナー作品で本格的に上演されたものとしては、初めてアイルランド以外を舞台にしている。しかしながら、原型となる作品が執筆されたのはマクドナーのキャリアの最初期である。設定にはフランツ・カフカの影響が見られる。

## 上演

### 英語版

#### 最初のバージョン
1995年、ロンドンのフィンバラ・シアターにてマーク・レイヴンヒルのShopping and Fuckingなどが上演されたシーズンに、『ピローマン』の最初のバージョンのリーディング公演が初めて行われた。

#### ロンドンでの初演
2003年11月13日にロイヤル・ナショナル・シアターにて、ジョン・クロウリー演出で初演された。初演時のキャストは、デイヴィッド・テナントがカトゥリアン役、ジム・ブロードベントがトゥポルスキ役、ナイジェル・リンジーがアリエル役、アダム・ゴドリーがミハイル役だった。このプロダクションおよびアメリカ初演ではパディ・カニーンが作曲を担当した。
2004年のローレンス・オリヴィエ賞最優秀戯曲賞を受賞し、さらにポール・アーディッティが音響デザイン賞にもノミネートされた。また、2004年のイヴニング・スタンダード演劇賞最優秀戯曲賞にもノミネートされた。

#### ニューヨークでの初演
2005年4月10日から9月18日まで、ブロードウェイのブース・シアターにてジョン・クロウリー演出で上演された。キャストはビリー・クラダップがカトゥリアン役、ジェフ・ゴールドブラムがトゥポルスキ役、ジェリコ・イヴァネクがアリエル役、マイケル・スタールバーグがミハイル役だった。衣装と装置はスコット・パスクが担当した。
受賞
| 年   | 賞                                   | 部門                 | 候補者                     | 結果       |
| ---- | ------------------------------------ | -------------------- | -------------------------- | ---------- |
| 2005 | トニー賞                             | 演劇作品賞           | 演劇作品賞                 | ノミネート |
| 2005 | トニー賞                             | 演劇主演男優賞       | ビリー・クラダップ         | ノミネート |
| 2005 | トニー賞                             | 演劇助演男優賞       | マイケル・スタールバーグ   | ノミネート |
| 2005 | トニー賞                             | 演劇演出賞           | ジョン・クロウリー         | ノミネート |
| 2005 | トニー賞                             | 演劇装置デザイン賞   | スコット・パスク           | 受賞       |
| 2005 | トニー賞                             | 演劇照明デザイン賞   | ブライアン・マクダヴィッド | 受賞       |
| 2005 | ドラマ・デスク・アワード             | 演劇作品賞           | マーティン・マクドナー     | ノミネート |
| 2005 | ドラマ・デスク・アワード             | 演劇助演男優賞       | マイケル・スタールバーグ   | 受賞       |
| 2005 | ドラマ・デスク・アワード             | 演劇助演男優賞       | ジェフ・ゴールドブラム     | ノミネート |
| 2005 | ドラマ・デスク・アワード             | 演劇音響デザイン賞   | ポール・アーディッティ     | 受賞       |
| 2005 | アウター・クリティックス・サークル賞 | ブロードウェイ新作賞 | ブロードウェイ新作賞       | ノミネート |
| 2005 | アウター・クリティックス・サークル賞 | 演劇主演男優賞       | ビリー・クラダッブ         | ノミネート |
| 2005 | アウター・クリティックス・サークル賞 | 演劇助演男優賞       | ジェフ・ゴールドブラム     | 受賞       |
| 2005 | アウター・クリティックス・サークル賞 | 演劇演出賞           | ジョン・クロウリー         | ノミネート |
| 2005 | アウター・クリティックス・サークル賞 | 演劇装置デザイン賞   | スコット・パスク           | ノミネート |
| 2005 | アウター・クリティックス・サークル賞 | 演劇照明デザイン賞   | ブライアン・マクダヴィッド | ノミネート |
| 2005 | ドラマ・リーグ賞                     | 演劇賞               | 演劇賞                     | ノミネート |
| 2005 | ニューヨーク批評家協会賞             | 海外戯曲賞           | マーティン・マクドナー     | 受賞       |

#### シカゴ
2006年9月14日から11月12日まで、シカゴのステッペンウルフ・シアターで上演された。エイミー・モートンが演出、ジム・トルー＝フロストがカトゥリアン役、トレイシー・レッツがトゥポルスキ役、ヤーゼン・ペヤンコフがアリエル役、マイケル・シャノンがミハイル役であった。

#### オーストラリア
オーストラリア、クイーンズランド州ブリスベンにあるメトロ・アーツのスー・ベナ―・シアターで2009年3月18日から4月4日まで上演された。ミシェル・マイアル演出で、スティーブン・ルークがカトゥリアン役、ノーマン・ドイルがトゥポルスキ役、ロバート・スウェイツがアリエル役、クリス・ヴァーノンがミハイル役であった。本公演は2009年のマティルダ賞でマイアルが最優秀演出家賞および新人賞を、ルークが最優秀男優賞を、ヴァーノンが最優秀助演男優賞を受賞した。
2015年8月19日から29日までブリスベン・パワーハウスで上演され、サム・フォスターが演出およびアリエル役、ベン・ウォレンがカトゥリアン役、タマ・マシソンがミハイル役、ヘイデン・ジョーンズがトゥポルスキ役をつとめた。この上演は2015年のマティルダ賞で最優秀インディペンデントプロダクション賞の他、フォスターが最優秀演出家賞、マシソンが最優秀助演男優賞を受賞した。

#### アイルランド
2015年3月2日から3月14日まで、アイルランドのダブリンにあるゲイエティ劇場でアンドルー・フリンの演出により上演された。ピーター・キャンピオンがカトゥリアン役、デイヴィッド・マクサヴェッジがトゥポルスキ役、マイケル・フォード＝フィッツジェラルドがミハイル役、ゲイリー・ライドンがアリエル役をつとめた。この後、北アイルランドのベルファストにあるリリック劇場でも同じプロダクションが上演された。

### 日本語版
2004年11月6日から11月23日まで、目黒条翻訳、長塚圭史演出でPARCO劇場にて上演された。高橋克実がカトゥリアン役、近藤芳正がトゥポルスキ役、中山祐一朗がアリエル役、山崎一がミハイル役を演じた。その後、愛知厚生年金会館、シアター・ドラマシティ、メルパルクホールFUKUOKA、アステールプラザ、水戸芸術ACM劇場に巡回した。今作の翻訳で目黒条が湯浅芳子賞を受賞している。
2013年3月20日から24日まで、小川絵梨子演出・翻訳で下北沢「劇」小劇場にて上演された。小川はこの演出により、2013年の紀伊国屋演劇賞（『ピローマン』の他『OPUS／作品』の演出）、2014年の第16回千田是也賞（『ピローマン』の他『帰郷―The Homecoming―』および『OPUS／作品』の演出）、第21回読売演劇大賞優秀演出家賞（『ピローマン』の他『帰郷―The Homecoming―』）を受賞している。
2022年3月17日から21日まで、小川絵梨子翻訳、寺十吾演出で演劇集団円によって上演された。本来は2021年に上演予定であったが、延期されていた。

### その他の言語
フランス、リトアニア、イラン、韓国、香港、アルゼンチン、トルコ、イタリアなどでも上演されている。

## 刊行情報
- McDonagh, Martin (2003). The Pillowman (First ed.). London: Faber. ISBN 0-571-22032-0
- マーティン・マクドナー 著、目黒条 訳『ピローマン』パルコ、2006年。